# NGC 3232
NGC 3232 је спирална галаксија у сазвежђу Мали лав која се налази на NGC листи објеката дубоког неба.
Деклинација објекта је + 28° 1' 42" а ректасцензија 10h 24m 24,4s. Привидна величина (магнитуда) објекта NGC 3232 износи 14,4 а фотографска магнитуда 15,3. NGC 3232 је још познат и под ознакама MCG 5-25-4, CGCG 154-8, PGC 30508.